# Kenneth City
Kenneth City és una població dels Estats Units a l'estat de Florida. Segons el cens del 2000 tenia 4.400 habitants.

## Demografia
Segons el cens del 2000, Kenneth City tenia 4.400 habitants, 1.952 habitatges, i 1.169 famílies. La densitat de població era de 2.392,7 habitants/km².
Dels 1.952 habitatges en un 22,7% hi vivien nens de menys de 18 anys, en un 42,8% hi vivien parelles casades, en un 13,5% dones solteres, i en un 40,1% no eren unitats familiars. En el 34% dels habitatges hi vivien persones soles el 20,8% de les quals corresponia a persones de 65 anys o més que vivien soles. El nombre mitjà de persones vivint en cada habitatge era de 2,14 i el nombre mitjà de persones que vivien en cada família era de 2,72.
Per edats la població es repartia de la següent manera: un 18,6% tenia menys de 18 anys, un 5,5% entre 18 i 24, un 25,1% entre 25 i 44, un 22,3% de 45 a 60 i un 28,5% 65 anys o més.
L'edat mediana era de 46 anys. Per cada 100 dones de 18 o més anys hi havia 74,4 homes.
La renda mediana per habitatge era de 33.962 $ i la renda mediana per família de 42.161 $. Els homes tenien una renda mediana de 30.986 $ mentre que les dones 26.960 $. La renda per capita de la població era de 19.498 $. Entorn del 7,7% de les famílies i el 9,4% de la població estaven per davall del llindar de pobresa.

## Poblacions més properes
El següent diagrama mostra les poblacions més properes.